# Сельское поселение «Верх-Усуглинское»
Се́льское поселе́ние «Верх-Усуглинское» — муниципальное образование в Тунгокоченском районе Забайкальского края Российской Федерации.
Административный центр — село Верх-Усугли.

## История
Статус и границы сельского поселения установлены Законом Читинской области от 19 мая 2004 года «Об установлении границ, наименований вновь образованных муниципальных образований и наделении их статусом сельского, городского поселения в Читинской области».

## Население
| 2010  | 2011  | 2012  | 2013  | 2014  | 2015  | 2016  |
| ----- | ----- | ----- | ----- | ----- | ----- | ----- |
| 2624  | ↘2614 | ↘2584 | ↘2561 | ↗2567 | ↘2566 | ↘2544 |
| 2017  | 2018  | 2019  | 2020  | 2021  |       |       |
| ↘2485 | ↗2535 | ↘2511 | ↘2469 | ↘2139 |       |       |

## Состав сельского поселения
| № | Населённый пункт | Тип населённого пункта       | Население |
| - | ---------------- | ---------------------------- | --------- |
| 1 | Верх-Усугли      | село, административный центр | ↘2139     |